# 北海道拓殖銀行
株式会社北海道拓殖銀行（ほっかいどうたくしょくぎんこう、英語: The Hokkaido Takushoku Bank, Ltd.）は、かつて存在した日本の銀行。第二次世界大戦終戦までの特殊銀行であり、その業務を継承して1997年（平成9年）まで存在した都市銀行でもある。

## 概要
北海道を地盤とする唯一の都市銀行として道の経済を支え、地元財界にも絶大な影響力を有していたが、都市銀行の中では最も小規模であったため、その焦りからバブル期に積極的な拡大路線をとったことが仇となって不良債権を抱え、1997年に経営破綻。事業は北洋銀行等に引き継がれた。都市銀行としては戦後初、かつ2024年現在でも唯一の破綻事例である。通称は道外のマスコミや業界内では北拓（ほくたく）とも呼ばれていたが、一般には拓銀（たくぎん）と呼ばれ、道民の間でも「拓銀さん」と呼ばれており、生活の中で親しまれていたほか、ノベルティ等にも積極的にたくぎんの名を使用していた。

## 特徴
札幌市に本店を置き、北海道を地盤としていた。道外では東京・埼玉・千葉・神奈川・宮城・愛知・大阪・京都・兵庫の各都府県に支店を置き、香港、ニューヨークにも海外支店を置く大手銀行の一つであったが、都市銀行としては一番小規模な銀行でもあった。
1997年（平成9年）11月17日に経営破綻、1998年（平成10年）11月に北洋銀行および中央信託銀行（中央三井信託銀行を経て現：三井住友信託銀行）へ事業を譲渡した。1999年（平成11年）に法人解散、2006年（平成18年）に清算結了。
経営破綻するまでは、東京証券取引所一部と札幌証券取引所に株式を上場していた。

## 沿革

### 特殊銀行として発足

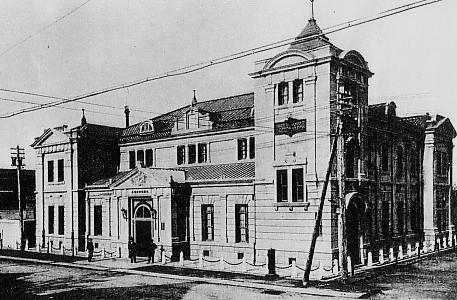
明治期の北海道拓殖銀行

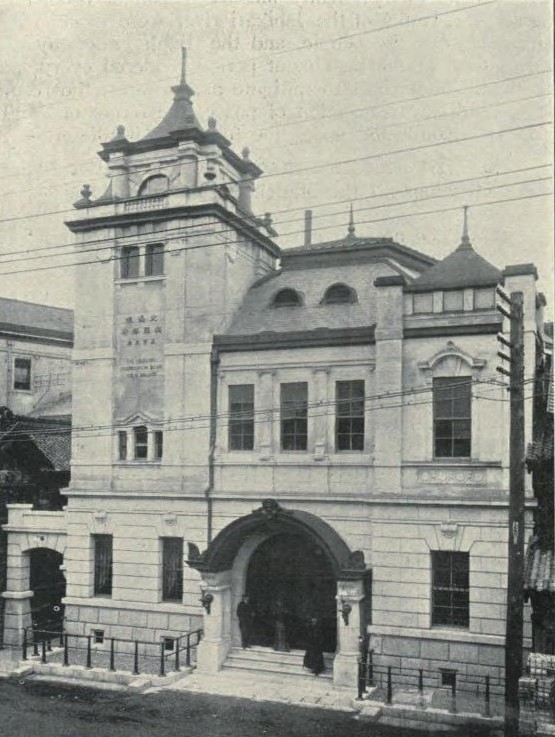
北海道拓殖銀行東京支店

北海道開拓が進められていた明治初期、既に北海道には中小の民間銀行（釧路銀行、根室銀行等）があったが、多くは小規模な水産業や商業への融資にとどまり、高利貸しが幅を利かす地域もあった。1896年（明治29年）公布の農工銀行法により全国46府県に農工銀行が設置されたが、これは土地を担保に融資を行うものであり、開拓途上で資本蓄積の乏しい北海道には、これに代わる特別の国策銀行が必要であるとされた。
このため1899年（明治32年）に北海道拓殖銀行法（拓銀法）を制定、これに基づく特殊銀行として1900年（明治33年）2月16日に北海道拓殖銀行が設立された（初代頭取曽根静夫）。当時の資本金は政府・道外資本を含む300万円、職員26名、本店は現在北海道電力本社がある札幌市中央区大通東1丁目。拓銀には金融債発行による資金調達が認められ、道外の潤沢な資金を供給する窓口となった。
こうして道内産業に長期・低利の融資を行ったが、この目的は「北海道ノ拓殖事業ニ資本ヲ供給スル」（拓銀法第1条）という広範囲なもので、拓銀は日本勧業銀行・日本興業銀行に代わる役割も果たしていた（ゆえに、農工銀行の役割も果たしていたことから47都道府県中、北海道にのみ設置されなかった。当然、勧銀が受け皿支店を開設するということもなかった）。このため、勧銀・興銀の北海道進出が行われたのは実に戦後のことである。とは言え、道内の商工業は未成熟であり、やはり農業への融資がその大半を占めていた。大正中期には水田造成への融資が拡大した反面、冷害による凶作で延滞債権が増加し、昭和初期までに1万ヘクタールもの農地を担保として取得していた。

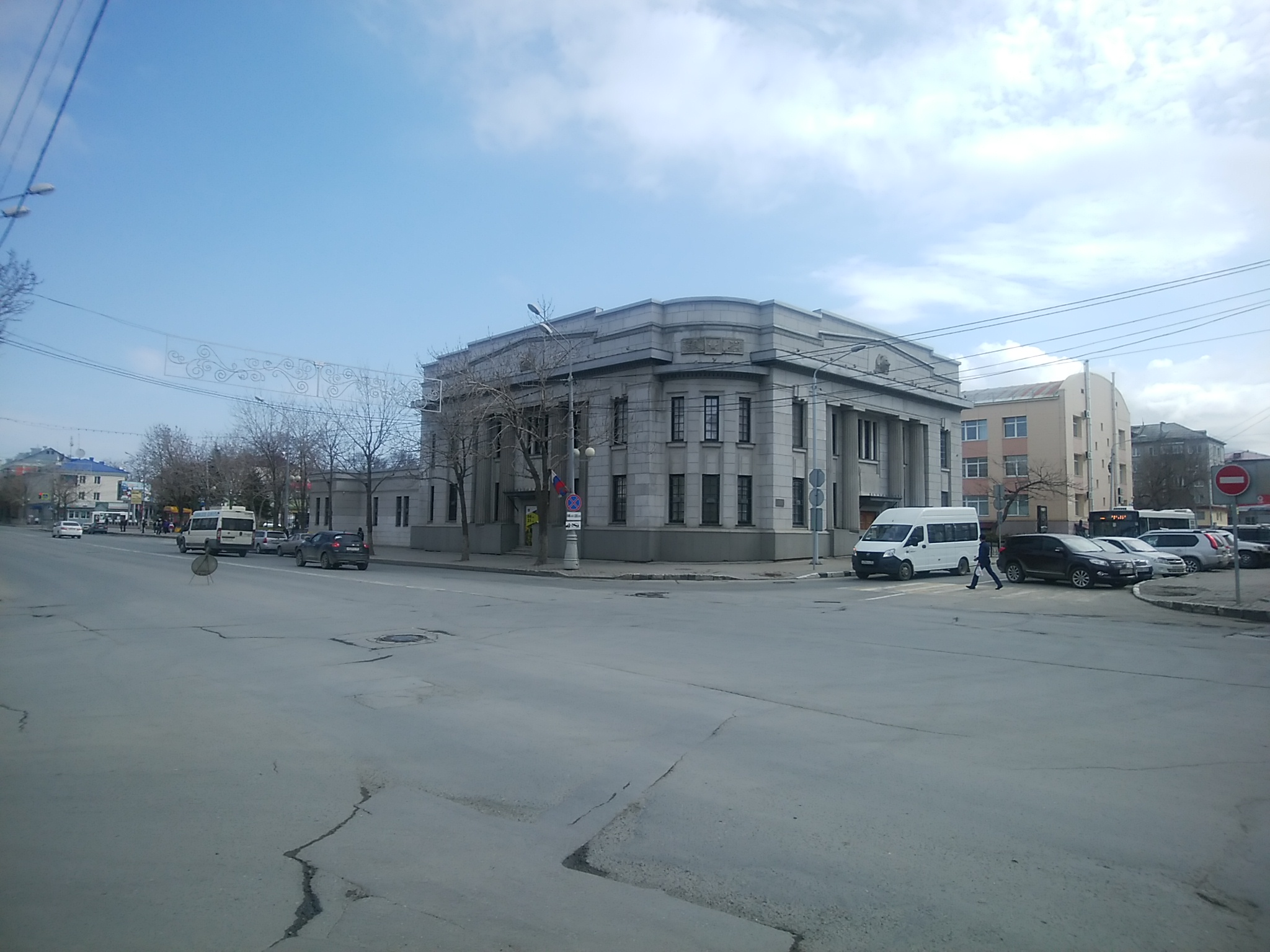
樺太のユジノサハリンスク（豊原）に現存する旧北海道拓殖銀行豊原支店（現サハリン州立美術館）

1939年（昭和14年）の拓銀法改正で、それまで債券発行による資金調達に基づく長期金融が中心だったのを、広く一般から預金を取り扱った上で短期金融の上限も撤廃された。同年には普通銀行だった北門銀行を合併し、更に貯蓄銀行業務の兼営で地元での業務規模を拡大。第二次世界大戦に突入すると、一県一行主義に伴う統合で樺太銀行（1941年＝昭和16年）・北海道銀行（1944年＝昭和19年）・北海貯蓄銀行（1945年＝昭和20年）を合併して道下における普通銀行・貯蓄銀行業務を独占するばかりか、豊原支店を中枢として全資産の3割以上を樺太に有していた。北海道炭礦汽船や北海道配電（北電の前身）などの軍需産業へのシンジケートローンにも加わるようになった。
戦後1946年（昭和21年）、GHQにより一時業務停止を宣告され、1950年（昭和25年）の拓銀法廃止により特殊銀行としての使命を終えた。

### 普通銀行への転換
拓銀法廃止を控えた1949年（昭和24年）には、政府保有株式を放出し東京証券取引所に上場していた（証券コード：8312）。翌1950年（昭和25年）、旧拓銀の普通銀行業務を継承し、正式に民間銀行として再発足。1952年（昭和27年）をもって開業以来の拓殖債券（金融債）の発行を停止し、この機能は日本長期信用銀行へ移った。1955年（昭和30年）には発行済債券をすべて償還、同時に全国地方銀行協会を脱退し都市銀行の仲間入りを果たした。
この中で本州への出店や海外拠点の整備を進めつつも、やはり拓銀は北海道における密接な地域的基盤に成り立つ銀行であり、北海道の大多数の家庭・企業が「拓銀さん」に預金口座を持ち、金額や内容を問わず「拓銀から融資を受けている」「拓銀に当座預金口座を持っている」ことがその企業の信用度を測るバロメーターであると同時に経営者のステータスとなるほどだった。北海道・札幌市を始めとする道内市町村のほとんどから指定金融機関の指名を受け、都銀13行中最小の規模ながら「道民銀行」としての地位を確立、1965年（昭和40年）3月まで、北海道宝くじの発行も受託していた。
戦時中に着手した重厚長大産業への融資も引き続き斡旋され、産炭・製紙・製糖など、その後主要な取引先となる企業への融資も増えた。貸出金の4割を法人部門が占めた時期もあり、普通銀行・都市銀行への転換とともに営業基盤は拡大。製造業の弱い北海道経済を支える存在となっていた。このため北海道財界に絶大な影響力を持ち、北海道経済連合会の歴代事務局長を輩出、北海道経済同友会代表幹事や北海道商工会議所会頭には拓銀頭取が幾度も就任した。
北海道財界が共同で出資・寄付する話が持ち上がると、拓銀・北電が負担割合を決定した上で、残りを他の企業に割り振るのが慣例となっていた。金融機関同士の案件の場合も、拓銀4 : 北海道銀行3 : 北洋銀行2 : 札幌銀行1の負担比率とするのが暗黙の了解だった。
高度経済成長期以降、首都圏（主に東京・埼玉）へ支店を多数出店するようになるが、東京都心部以外は郊外住宅地の駅近くに店舗を構えるパターンが多かった。
1962年（昭和37年）頃から、ヒグマをモチーフにした「たくちゃん」をキャラクターに制定。1989年（平成元年）からサンリオの「みんなのたあ坊」をキャラクターに採用、1990年代には菅野美穂や渡辺満里奈、北海道が舞台のテレビドラマ『北の国から』に出演した吉岡秀隆、北海道出身の益田喜頓らをCMキャラクターに採用していた。テレビCMにおけるキャッチコピーは「あなたの夢 お預かりいたします」「あなたの物語、お預かりします」であったが、印刷物においては70年代より破綻時まで「こまやかな　おつきあい」をキャッチコピーとしていた。

### バブル景気

#### 不動産開発路線
拓銀では長らく大蔵省出身の頭取が続いていたが、1977年（昭和52年）に五味彰が生え抜きとして2人目の頭取に、1983年（昭和58年）に鈴木茂が3人目の頭取に就任した。生え抜きの頭取が二代続けて誕生したことで、行内は業容拡大への盛り上がりを見せる。邦銀は1985年（昭和60年）頃より、バブル景気に乗って不動産融資に注力し、地価の高騰は首都圏から三大都市圏を中心として日本全国へ広まっていった。
だが北海道は、景気の波は都市圏よりも遅れてたどり着く。他の都銀同様、拓銀も道外の拠点だった東京営業部や大阪支店を通じて不動産融資を始めたが、これが本格化したのは1988年（昭和63年）頃のことで、一足出遅れた格好となった。既に収益競争に突入していた他の都銀との差は広がり、もはや横浜銀行や千葉銀行などの上位地方銀行にまで追い上げられ、拓銀の焦りが募っていた。そこで、鈴木頭取は拡大路線をとった。
通常の銀行業務なら、土地の評価額の70%程度しか融資を行わないが、バブル期は今後の地価高騰も見越して、その時の評価額の120～130%もの融資を行っていた。当時の金融機関の多くも同様の融資形態を取っていたが、拓銀は進出が後発だったため、融資の際、他の金融機関がすでに担保としている土地に、劣後順位で担保設定せざるを得なかった。これは、借り手の不動産会社が破綻した際、回収可能分が減ることを意味し、後に現実のものとなる。
これらの背景にあったのは、1989年（平成元年）から構想され、1990年（平成2年）に策定された「たくぎん21世紀ビジョン」である。1989年に頭取に就任した山内宏が、鈴木の拡大路線を受け継ぎ、米国のコンサルティング会社マッキンゼーに依頼したもので、当初は「道内でのリーディングバンク」、「本州でのニューリテール（富裕層向け資産運用）」、「アジアでの海外戦略」を三本柱とするものだったが、拓銀幹部の提案により「企業成長・不動産開発支援（インキュベーター）」が最終案に付け加えられた。頭取時代に拡大路線を決定した鈴木会長、80年代後半にインキュベーター路線の陣頭指揮をとった佐藤安彦副頭取、「たくぎん21世紀ビジョン」がスタートした1990年に陣頭指揮をとった海道弘司常務の3人は「SSKトリオ」と呼ばれた。この「SSKトリオ」が事実上行内の人事権を掌握してトロイカ体制を作り上げ、拓銀の企業体力を明らかに上回る無理な拡大路線を推し進めていった。

#### 総合開発部の融資
「21世紀ビジョン」で付け足しに過ぎなかったはずのインキュベーター戦略は、北海道へのバブル到達とともに主役と見なされるようになり、これを担う「総合開発部」が拓銀に新設された。総合開発部には渉外・契約を担当する業務推進グループと、融資が適正かを検査する審査グループがあった。しかし人員配置は業務推進8名に対し審査2名と、審査機能が極めて軽視されていた。
また、総合開発部は第1部と第2部に分かれ、それぞれ札幌と東京を受け持っていた。既に総量規制の通達が出され、地価も日経平均株価も下落に転じており、東京の第2部は肌身にバブルの終焉を感じていた。第2部は不動産融資の凍結を決定したが、第1部には危機感が通じず、第2部は1991年（平成3年）10月に設置1年で廃止。一方の第1部は、ますます勢いに乗って乱脈融資を広げる。特にカブトデコムとソフィアの2社への融資はその後、巨大な不良債権へと変貌する。

### 経営破綻

#### 不良債権の急増
1990年代に入り、バブル崩壊が起き、拓銀の不良債権も急増する。
カブトとソフィアへの融資で建てられたホテルは採算性が皆無で、加えてホテルマンとしては素人である拓銀行員が従業員に加わっていたため、営業するだけ赤字は拡大していった。目立った客は「拓銀○○支店ご家族一行様」といった関係者ばかりであり、1994年（平成6年）の宿泊者数は、目標の半分に過ぎない5万7,000人であった。拓銀はすぐに潰して償却するという選択をせず、延命資金を追加注入し、不良債権はさらに増加していった。
拓銀からカブトへの直接の融資は500億円程度とされていたが、傘下企業同士を含める総体は数千億円規模に膨らんでいた。1992年（平成4年）3月末には、500億円の追加融資枠が設定され、第三者割当増資の引受もあり、最終的にカブトへの融資は2,803億円、カブトによる関連会社への債務保証も1,000億円を超えていた。拓銀側も「実質的にカブトは債務超過」と認めたが、融資の中にはペーパーカンパニーを通したものもあり、すぐにカブトに倒産されては不正の実態が明るみに出てしまう。この責任問題を恐れた拓銀は、表面上は再建支援を装いつつ、自らへの悪影響を減らしながらカブトを数か月かけて倒産に導く方向で動き出す。
1992年（平成4年）には、拡大路線を進めてきた「SSKトリオ」の最も下であった海道常務が乱脈融資の責任をとらされる形で退任し、関連会社タクトの社長に就任した。同年に、頭取時代に拡大路線を採用し、SSKトリオの長として長らく人事権を掌握していた鈴木会長も取締役相談役に退いた。SSKトリオは崩壊し、行内での影響力を失った。

#### 不良債権処理
1992年（平成4年）10月に山内宏頭取らが集まって拓銀本社で開かれた経営会議で、カブトを倒産に追い込むことが決定された。1993年（平成5年）3月の年度末を挟んだ前後に、拓銀から傘下のペーパーカンパニーを通じた巨額の資金移動がなされている。総額400億円にも上る融資は、ペーパーカンパニーを素通りし、即日カブトのグループ企業へ流された。これはカブトへの支援にも見えるが、最終的にこれらはカブトグループによる拓銀系ノンバンクからの借入返済に充てられ、系列ノンバンクの経営危機は覆い隠されることとなった。こうして不良債権の飛ばしを行うと同時に、ペーパーカンパニーはカブト保有不動産も買い漁っていた。数か月後のカブト倒産に備えて、優良資産を拓銀のものにする狙いがあった。1992年に「アワジ商会」、「ミッテル」、「もりに商事」、「ローレイ」などの商号で設立された拓銀傘下のペーパーカンパニーは、30社前後もあったとされる。
6月になると、拓銀とカブトの断絶は鮮明となる。カブトグループの中でも収益力のある甲観光および兜ビル開発の2社を実質的に乗っ取り、傘下に収めていた。この2社の取締役を全員追い出した上、担保権を行使しカブト保有の2社の株式を拓銀名義に書き換え、極めつけはカブトの佐藤社長を約束手形の偽造を理由として札幌地方検察庁に告訴し逮捕させた。拓銀は告訴の取り下げと引き換えに、カブトに社長退陣などの全面降伏を迫った。
社長の刑事告訴は大きなダメージであり、拓銀の資金援助無しでは存続が危ういという劣勢にあったカブトは、やむなくこの条件を飲む。これを受けて拓銀は、札幌地検に告訴取り下げを申し出るが認められず、地検は「告訴を取り下げるなら拓銀首脳の特別背任罪を立件する」という趣旨を伝えた。つまり拓銀は、カブトを上手く誘導し支配下に置いたつもりでいたが、自身も検察にマークされていたのである。
一方で、1994年（平成6年）9月の大蔵省検査で、ソフィアグループ向け融資に関しての指摘を受けたものの、その後も100億円の融資を続けるなど、不良債権処理には一貫性がなかった。このソフィアグループ向け融資のうち87億円分に関しては、拓銀破綻後、山内頭取と経営破綻時の頭取だった河谷禎昌が商法違反（特別背任罪）容疑で告発されている。

#### 経営危機の表面化
1994年（平成6年）1月の『週刊現代』に「拓銀解体の衝撃シナリオ」と題する記事が掲載され、初めてマスコミから「危ない銀行」として明確に名指しされた。北海道からもバブル景気の波が完全に退潮となったこの年、拓銀が信用回復に乗り出そうとした矢先、本州では数十億円単位で預金を下ろす企業も現れた。同年4月、乱脈融資の中心となっていた総合開発部を廃止する。
同年末には、大蔵省から「決算承認銀行」の指定を言い渡され、金融当局の強い管理下に置かれることとなる。この事実は極秘事項となり、顧客・株主は勿論のこと、行員にも上層部を除いてほとんど知らされていなかった。翌1995年（平成7年）5月に発表した3月期決算では、設立以来95年で初の赤字に転落。夏にはムーディーズから、「非常に弱い財務内容・何らかの外部の支援を要する」とされるEランクの格付けを与えられた。
1996年（平成8年）末、報道機関の間には「大納会の後に拓銀が重大発表をする」、「近く業務停止命令が出る」など、不穏な噂が流れ始めた。
1997年（平成9年）1月下旬、銀行株は軒並み安値を更新し、特に拓銀株は外資系証券会社から大量の空売りを浴びせられ、18年ぶりに株価200円を割った。大口の機関投資家を中心とした預金解約が始まるようになる。同年3月の日曜日の午前10時からのテレビ朝日系列の報道・政治討論番組「サンデープロジェクト」において、銀行名は伏せながらも「株価からみると実質的に破綻しています。」という発言が放送されると、不安は小口の一般利用者にまで広がり、翌月曜日だけで10億円以上の預金が解約される取り付け騒ぎとなった。預金流出と経営不安が負のスパイラルとなっていた。

#### 北海道銀行との合併構想の破談
1997年（平成9年）3月、拓銀は貸出金総額に対する不良債権の割合が13.4%と、都銀の中で飛びぬけて多いことが分かり、経営不安と共に資金調達難が生じた。「大手20行は潰さない」との方針を持っていた大蔵省は、拓銀を北海道第2の銀行であり、藤田恒郎（元大蔵省証券局長）が頭取を務める北海道銀行（道銀）と合併させる方針をとった。道銀もバブル崩壊で、また道内第3位の北洋銀行との競合もあり、経営が苦しかったため、拓銀が存続会社になり「新北海道銀行」として翌年4月に合併するという計画が発表された。
1997年（平成9年）3月15日、道銀の藤田頭取は地銀協の例会で東京に向かい、同日夜に宿泊先のウェスティンホテル東京501号室で拓銀の河谷禎昌頭取と会談をもった。藤田頭取は合併素案を記したメモを差し出し、河谷頭取もこれを了承。同席者はおらず、トップ2人だけの一晩の会談で銀行同士の合併が決定された。半月後の4月1日に札幌グランドホテルで記者会見を開き、素案メモとほぼ同様の合併趣意書が発表された。新銀行の肩書きは都銀でも地銀でもない「スーパーリージョナルバンク」と言葉を濁らせるも、「今回の合併は相思相愛の恋愛結婚」と両頭取らは胸を張った。また、地元有力紙の北海道新聞も両行の合併に賛成の立場を取り、道内経済界に対し強く支援を呼びかけた。
しかし、不良債権の認識の相違に対する不信感や、長年のライバルである拓銀への感情論もあり、道銀行員は合併に強く反対。さらに、道銀が拓銀に本州営業撤退による強力な合理化を求めたのに対し、拓銀の営業基盤は事実上北海道と東京に分かれており、営業利益の4割の源泉である本州からの撤退に強く反発したことが決定的要因となり合併は凍結。両行は激しく衝突し、9月12日になってからの合併の半年延期を発表、道銀側は白紙撤回したものと受け取っていた。
拓銀は道銀以外にも日本興業銀行や日本長期信用銀行に対しても業務・資本提携を打診し、また、親密な関係にあった明治生命や朝日生命にも増資を持ちかけたが、あまりに悪化した拓銀の財務状況や、道銀との合併破談が噂されたことで、いずれも相手にされなかった。

#### 資金調達の難航
1994年（平成6年）の預金額8兆7,000億円をピークに、経営不安の拡大により、本州方面を中心に解約・流出が進んだ。1997年（平成9年）9月末には、預金額が5兆9,000億円にまで落ち込んでいた。道銀との合併破談以降は再び経営不安が広がり、株価も倒産警戒水準といわれる100円を割ってしまった。さらに資金調達が難しくなり、他行に比べて極めて高い金利を付けていた大口定期預金や、コール市場より資金を集めることなどで何とかしのいでいた。末期の拓銀に資金を供給していた金融機関には、主幹事の山一證券も含まれていたが、山一も同様に経営は苦しく、拓銀の味方は消えていった。
1,000万円以上の大口定期預金は、各顧客の取引状況などを勘案して、窓口に掲示してある金利に上乗せした金利を提示して預かっているが、当時は拓銀があまりの高金利で大口定期預金を集めており、各金融機関の資金運用部門からは各支店に「獲得を巡って金利で拓銀とは争うな」との厳命が下されていたという。その金利の高さは北海道財務局の担当者が「拓銀さん、こんな高レートで大丈夫ですか?」と資金証券部長に声をかけるほどだったという。
1997年（平成9年）11月4日、三洋証券の経営破綻により、群馬中央信用金庫が貸付けていた無担保コール資金約10億円がデフォルトする。これにより無担保コール市場が大混乱に陥り、各金融機関のクレジットラインは急速に縮小、拓銀はコール市場での資金調達が極めて難しくなった。同日、拓銀は北海道庁に緊急支援を求め、道は全国信用金庫連合会から500億円の融資を受け、それを拓銀に預金するという手段で資金繰りをなんとか乗り切るという有様だった。その後株価は一時59円と額面50円割れ寸前にまでなり、末端の支店にまでも融資回収・預金調達の指令が飛んだ。日銀は拓銀の資金担当に毎日5-6回電話し、資金繰りを確認したという。11月13日に日本銀行札幌支店から「もう支援できない。営業譲渡を決断してほしい」と電話で迫られ、金融当局にも見放されるかたちとなった。
11月14日、日経平均株価が約2年半ぶりに15,000円を割り込んだ。これを受け、欧米の政府金融当局者が、相次いで日本の金融に対する懸念を表明し、金融機関の不良債権処理が進まず、景気が好転しない日本経済に対する不信感が強まった。この結果、日本の銀行が資金調達する際の金利が、欧米の銀行よりも押し並べて高くなるジャパン・プレミアムが発生。日本の金融当局は、信用回復措置を取らねばならなくなり、水面下で拓銀の処理策が検討され始める。これまで拓銀は一日あたり400億円を無担保コール市場で調達しており、遅くとも午前11時頃には必要量を確保していたが、この日は12時を過ぎても確保できず、かろうじて確保出来たのは61億円に留まっていた。
この日は、日銀が金融機関の預金の一部を強制的に預け入れさせる「準備預金」の積立最終日にも重なっていた。拓銀は調達した資金を各種決済に優先して充てたため、この準備預金が目標額に達さず、過怠金約300万円を日銀に支払った。一部の幹部はこれで急場を凌いだと考えていたが、東京資金証券部はもはや限界だった。

#### 営業譲渡先の模索
11月14日午後、東京の企画部から資金繰りの難航について連絡を受けた河谷頭取は、新千歳空港から羽田空港へ飛び、丸の内のパレスホテルに向かった。ホテルの一室に集った他の取締役から、最悪の場合、翌週11月17日の月曜日には資金がショートし、決済資金を用意できない取引企業が現れる可能性が説明され、現実となれば北海道経済は大混乱に陥る恐れが出た。
パレスホテルから大蔵省に連絡が入り、同省を交えた根回しが始まった。前述の経緯から、拓銀の道内営業譲渡について同省が当初薦めた相手は道銀だった。しかし、合併話の経緯にみる感情論があり頓挫した。次に薦めた相手は、当時札幌に本店があった第二地方銀行の札幌銀行（札銀）だった。道内第4位の小規模行ではあったが、吉野次郎を除く札銀の歴代トップが、ほぼ全員拓銀の元役員出身で、最近では多数のOBを受け入れていた事から行風も似ており、人事交流も盛んであったことに加え、これまで札銀が閉鎖した店舗を拓銀が引き受けた実績があった。このため、大蔵省は札銀への営業譲渡を打診し、札銀側も受け入れに意欲的な姿勢を見せた。
一方、拓銀首脳は札幌銀行を営業譲渡先に選ぶことを極端なまでに拒絶した。背景には元拓銀役員で、当時札銀会長を兼任していた潮田隆頭取の存在があったためである。潮田頭取は拓銀在職中に「個人融資取引を推進すべきである」との持論を展開し、「融資による資金運用は企業先で」と考えていた拓銀首脳陣との間で意見が真っ向から対立。その結果、北海道相互銀行（通称: 道相銀=どーそーぎん。札幌銀行の前身）への出向を命ぜられ、事実上更迭（今で言う報復人事）された経緯があった。道相銀に移った潮田頭取は持論だった個人融資取引を大々的に推進。悲願だった普通銀行転換を果たし、小規模銀行ながら消費者ローンの各種ノウハウを蓄積して大きな収益源として確立したことから、「消費者ローンのパイオニア」として業界をリードするまでに成長していた。
こうした経緯から、拓銀首脳は潮田頭取からの報復を恐れていたため、「札銀への譲渡だけは」と頑なに拒否した。事実、後に北洋への営業譲渡が決まった際、潮田頭取は自らの側近に「あの時奴らが俺の言うことを聞いていれば（=拓銀時代に個人融資の提案が受けいれられていれば）こんなことにはならなかった筈だ」と語っている。
他に複数の金融機関へ支店をバラ売りする案もあったと言われているが、道銀・札銀・複数の金融機関へバラ売りのいずれにせよ、大蔵省サイドには拓銀に縁もゆかりも無い北洋銀行に営業譲渡を行う考えは全く無かった。

#### 北洋銀行への営業譲渡
このころ大蔵省とは別に日銀サイドが、元日銀考査局次長の武井正直が当時頭取を務めていた北洋銀行への譲渡を促したことが後押しとなり、最終的に拓銀は北洋に営業譲渡することを決定した。大蔵省と日銀の縄張り争い、そして拓銀首脳の浅ましい見栄と意地が北海道経済の先行きを決定するかたちとなった。すなわち、武井頭取の「鶴の一声」で、北洋銀行が北海道経済を漁夫の利で得たことになる。
11月15日午後3時30分より、拓銀はパレスホテルにて臨時取締役会を開催し、営業継続断念を全会一致で決定した。その結果、1998年（平成10年）11月10日をもって営業を終了し、従業員・行員数は拓銀の1/3、総資産額は1/5、資本金に至っては1/10程度しかない北海道で第3位の銀行だった第二地銀の北洋銀行に道内営業を譲渡することとなった。なお、この時点では本州の店舗についての具体的な決定はなされていない。
北洋銀行サイドに営業譲渡の件が伝えられたのは、東京にて拓銀取締役会が開催されるのに先立つ11月15日の昼前だった。最初にコンタクトを受けた高向巖副頭取（後の頭取・札幌北洋HD社長を経て、2012年まで北洋銀・札幌北洋HD会長）は、土曜日で休日だったことから妻と連れ立って自宅から外出間際だった。一報を受けるなり、高向はすぐに札幌市内で開催される講演会の開会挨拶に向かっていた武井頭取の自動車電話にコンタクトを取り、講演会場に急行した。武井頭取は挨拶を終えるなり、直ちに会場の公衆電話から4,500円分のテレホンカードを使って日銀に連絡を取ったというエピソードが、いかに切迫した状況だったかを物語っている。武井ら北洋首脳陣が拓銀営業譲受を決断したのはその夕方、北洋銀行本店4階の役員応接室でのことだった。
武井は拓銀の営業譲受に際して、「法人格としての拓銀との合併はしないこと」、「日銀特融及び預金保険機構の資金供給による取り付け騒ぎへの対応」、「北洋銀行の引受は道内のみ」を条件とした。
11月17日午前8時、道内分の拓銀営業譲受を機関決定する北洋銀行の取締役会が開催された。拓銀の営業譲渡発表は目前に迫っており、時間的余裕は全くなかった。第二地銀が都市銀行を救済するという前代未聞の事態にあたり、武井頭取は取締役会開会において「議事録に反対意見が記録されていれば株主代表訴訟では免責される。反対するなら正直に反対して欲しい」と述べ、役員ひとりひとりに意見を求めたが、反対意見は皆無だったとされる。また、後に拓銀営業譲受を不安がる行員向けの説明会で、武井頭取は「相手が都銀だったからといって（第二地銀である）自分たちを卑下する必要は全くない。何故なら拓銀は無能だから潰れたんだ」と語っている。

#### 破綻の日
11月15日（土曜日）、東京都千代田区のパレスホテルでの取締役会決定が札幌市の本店に伝わると、来たる11月17日（月曜日）への対策が始まった。取り付け騒ぎに備えるため、日銀は拓銀の預金の2%に当たる現金800億円を用意するよう指示。しかし、拓銀が準備できたのは360億円で、不足分は日銀特融を利用し、事前に道内134の拓銀本・支店へと運び込んでおく必要があった。
拓銀の経営不安がマスコミで報じられるようになった頃から、日銀の道内支店には平時より多めの日本銀行券が用意されていた。ただ、日銀としても都銀の破綻は経験が無く、既に破綻した兵庫銀行、太平洋銀行や阪和銀行のケースはいずれも参考にならなかったからである。
そこで、道内各支店から資金母店、資金母店から日銀支店への所要時間を逆算して現金輸送のスケジュールを組み、それに合わせて日銀各支店では、各支店ごとに必要な資金を推測し、現金を用意するという綿密な計画を作成し、異例とも言える休日返上の不眠不休での突貫作業が行われた。
11月16日（日曜日）夕方から現金輸送が始まり、各支店にも通達がなされ、作業が終わったのは21時。同時に本店勤務行員の各自宅に連絡が入り、翌朝7時までに支店の応援に向かうよう伝えられた。深夜の拓銀本店では、取引先への配布文書・店頭ポスター・記者会見の想定問答集などの準備が整いつつあった。
11月17日の朝を迎える。午前8時20分、拓銀本店の記者会見場に経営陣が現れた。リストラを進めつつも信用不安報道が続き、道銀との合併延期で預金流出が止まらなかったことなど、苦しい営業譲渡への経緯を述懐した後、「明日以降の資金繰りの目処が立たなくなりましたので、株式会社北海道拓殖銀行は当行の北海道地区における業務を他の地元金融機関の協力を得つつ、株式会社北洋銀行殿に承継願うことを決定致しましたのでお知らせ致します」と述べ、最後に河谷頭取の「大変本当に皆様方にはご迷惑をおかけ致しまして、本当に申し訳ございません」との声と同時に、同席した全役員が起立し、深々とお辞儀して謝罪した。これとほぼ同時刻に、北洋銀行本店でも先程決定したばかりの拓銀営業譲受を発表した。
大蔵省でも三塚博大蔵大臣による会見が開かれ、「預金・貸出は引き継がれるので利用者は安心するように。くれぐれも落ち着いた行動を取って欲しい」との説明がなされた。会見を終えた河谷頭取から、道銀に簡単な電話連絡が入り、合併撤回がここで正式に決定した。拓銀の会見に出席した専務以上の役員5人は全員退任した。
都銀初の破綻のニュースは、早朝からテレビでも報じられ、新聞社は街頭で号外を配った。室蘭支店には開店30分で100人が、釧路支店には200人が詰め掛け、混乱に備えて北海道警察の警察官も動員された。店頭には今後の預金保護について問う客、融資契約を確認する客、拓銀を批判する客などさまざまだった。
いずれにせよ、北海道民への心理的不安は大きく、この日だけで解約された預金は600億円、11月19日までの3日間で4,900億円に上り、支店によっては預金解約の際に使われる伝票や払戻請求書が底をついてしまい、近隣支店からの融通も利かず、止むなく複写機で複写した帳票を使って対応せざるをえない状況だった。

### 営業譲渡処理
1998年（平成10年）6月28日、拓銀解散を決議する、事業会社としては最後の定時株主総会が真駒内アイスアリーナで開かれた。出席株主は過去最多の1,000人を超え、真駒内駅から30台以上の貸切バスがピストン運行された。鷲田秀光頭取代行は50分にわたって用意された原稿を読み上げ、株主からの批判の質疑にも想定問答を答えるだけだった。午後0時40分過ぎ、採決の動議が出される。反対の声を叫ぶ株主もいたが、拓銀はこの総会に備えて1か月余り、電話や戸別訪問・土下座による説得で株主からの委任状取り付けを行っており、結果は既に分かりきっていた。
整理ポストに割り当てられていた拓銀株 (8312) は、1998年（平成10年）8月27日に上場廃止となった。株主総会での議決に基づき、同年11月13日をもって拓銀としての営業は終了し、1999年（平成11年）3月31日付で法人は解散し、清算法人となった。2006年（平成18年）1月31日の臨時株主総会をもって清算を終えたことから、2月6日付で登記簿の閉鎖（法人格抹消）がされ、これをもって法人「株式会社北海道拓殖銀行」は、名実ともに106年の歴史に幕を下ろした。

## 破綻の原因とされる融資先

### カブトデコム
もとは兜建設として創業されたカブトデコム（カブト）は、1988年（昭和63年）に現商号に変更。その名の通り本来は建設業だったが、土木工事から不動産の売買・賃貸へと年を追って業態が変化していった。率いていたのは44歳の若き社長・佐藤茂で、1984年頃から拓銀との人脈を形成していた。北海道の建設業者がもっぱら公共事業の受注を収益の柱とする中、カブトは「民間物件の開発提案企業」を掲げ、急成長を遂げていた。1989年に154億円だった売上高は、1990年（平成2年）には418億円、1991年（平成3年）には1,009億円と千億の大台に乗せ、株式の店頭公開も実現。1989年の初値が2,300円だったカブト株は、1990年（平成2年）に4万1,400円にまで上昇した。
同時期に進められていたのが、カブトの総力をかけた総事業費1,000億円のリゾート計画「ホテルエイペックス洞爺」であり、拓銀の全面的なバックアップがついていた。拓銀は単純な資金提供に留まらず、計画段階から行員を派遣し、リゾート会員権を拓銀傘下の「たくぎん保証」が販売保証するなど、密接な関係にあった。

### ソフィア
ソフィアの創業者は理容師の中村揚一である。倶知安町に生まれ、貧しい家庭で育った中村は旺盛な向上心を持ち、1972年（昭和47年）、札幌駅近くのホテルに「サウナのある理容室」を開業。奇抜な店舗展開で、道内外に30店を構える「ソフィア中村チェーン」を築いた。
1980年代の半ば、拓銀は中村と接触している。拓銀は道内の成長企業発掘を進めており、ソフィアの評判を聞いて近づいたのだった。ソフィアのメインバンクは当初北洋相互銀行だったが、急拡大を続けるソフィアに北洋側が懸念を示していた。拓銀・ソフィア両者の思惑は一致し、ソフィアのプロジェクトに拓銀は潤沢な融資を行った。
特に札幌市北区における大規模再開発事業を打ち出し、まず1988年（昭和63年）にドイツのクアハウスをモデルとした健康リゾートホテル「札幌テルメ（現・シャトレーゼ ガトーキングダム サッポロ）」を開業。1991年（平成3年）には、隣接地に地上11階建ての「テルメインターナショナルホテル札幌」の建設に着手、1993年（平成5年）に開業。さらには、静岡県のスーパーマーケットヤオハン (現・マックスバリュ東海) と共同で巨大ショッピングセンター建設を計画するが、こちらはヤオハンの撤退により1994年（平成6年）に凍結。いずれも拓銀グループが資金を捻出し、総事業費1,000億円前後、総面積は90ヘクタールに及んだ。

### イージー・キャピタル・アンド・コンサルタンツ
イージー・キャピタル・アンド・コンサルタンツは焼き鳥屋チェーン「五えんや」の創業者、垣端（中岡）信栄が1983年（昭和58年）に設立した会社である。
実際の融資は、拓銀関連会社のノンバンクであるエスコリースが行う形で融資がなされていた。同社は中小企業に融資し、コンサルタントも行う会員制中小企業金融という仕組みでコンサルタント料と貸付業務で利益を得る会社であった。
しかし、垣端は付き合いのある人間に金をばら撒き、結果的に370億円もの使途不明金が発生したほか、本業の中小企業向け融資もバブル経済があってこその企業ばかりで、融資も焦げ付くようになり、1993年（平成5年）12月に和議を申請し、その後は貸付債権の回収業務に専念していたものの、2001年（平成13年）3月には強制和議による再建を断念し、自己破産を申請した。負債総額は3,200億円で、うちエスコリース向けの債務は3,000億円であった。

### 三貴
三貴は、宝飾品・婦人服・子供服の製造小売業として1965年（昭和40年）に設立。早稲田大学大学院の大学院生であった木村和巨が自宅で開業した宝石販売業が起源で、木村の融資要請に唯一応じたのが北海道拓殖銀行神田支店であった縁で、同社のメインバンクとなる。バブル景気に乗じて急成長した背景には、拓銀の支援があったことが極めて大きい。また、拓銀出身の役員が多数派遣されており、極めて緊密な関係にあった。しかし、バブル崩壊後経営は悪化し、1997年（平成9年）にはアパレル部門から完全撤退。その後宝石小売に特化したものの業績を回復することができず、拓銀の破綻に伴い致命的な打撃を受ける。
2009年（平成21年）1月21日に東京地方裁判所に民事再生法の適用申請を行い、負債総額約117億円を残して経営破綻。

### 興隆富士商
株式会社興隆富士商は、札幌市で不動産分譲・賃貸、ラブホテル経営を主な業務として1974年（昭和49年）に設立。最盛期には29億円を売上げたが、バブル崩壊後は多額の金利負担から資金繰りに行き詰り、2000年（平成12年）5月9日に二回目の不渡りを出して銀行取引停止処分となり、2002年（平成14年）9月26日に札幌地裁から破産宣告を受け倒産した。負債総額は230億円であった。
興隆富士商の社長は、拓銀の関連会社、たくぎんファイナンスサービスからの融資を返済する際に、担保物件の任意売却額を偽り、根抵当権を不法に抹消させたとして、2000年2月に詐欺の疑いで逮捕された。また同社は、かつての拓銀首脳の個人的スキャンダルを把握したことにより、これをネタに拓銀からの巨額の不明朗な無担保融資を引き出したとされ、道内金融関係者の間では「拓銀破綻の源流」とも呼ばれた。

### ミヤシタ
株式会社ミヤシタは、帯広市に本社を置き、内装、看板工事を主な業務として1971年（昭和46年）3月に設立。1978年（昭和53年）からは、長崎屋の北海道における指定事業者になり、道内の長崎屋および関連会社の内装工事をほとんど受注する関係となった。拓銀は1987年（昭和62年）11月、ミヤシタから長崎屋株の仕手戦の資金として、20億円の借り入れ申し込みを要請されたものの、仕手株の融資は社会的に問題があるとの理由で、直接の融資は行わなかった。しかし、その際に既存借入の実績を理由に、7億円（翌年には9億円に拡大される）の運転資金限度枠を設ける事により、事実上、仕手戦の資金とされることを容認した。
平成に入ってからは、子会社である有限会社コウシン商事が1988年（昭和63年）以降に行なっていた小豆相場取引を本格化するために、1989年1月から2月にかけて、拓銀に対し小豆相場運転資金の融資を申し込み、合計27億5000万円の融資を実行したが、翌年の1990年3月までに小豆相場の損失16億5000万円が発生する事となる。
10月には、小豆相場での損失を挽回するために乾繭（かんけん）現物取引を画策し、その必要資金として15億円（その後24億まで拡大される）の融資を依頼したが、直接の融資は不可能とされ、子会社のたくぎんファイナンスサービスが融資をする事となったが、これも失敗に終わり、1992年（平成4年）に事実上倒産した。

## 破綻後
破綻後、1999年（平成11年）に発表された拓銀の1998年（平成10年）3月期決算では、米国基準での公表不良債権総額は貸出金残高5兆9,290億円の約4割に及ぶ2兆3,433億円にのぼった。破綻後、優良貸出先が減り貸出資産の劣化が進んだこともあるが、旧基準での1997年（平成9年）9月中間期実績に比べ倍増であった。さらに、預金も前年比で3兆2,922億円も流出した。この結果、経常損失は1兆4,743億円となり債務超過額は1兆1,725億円にのぼった。
なお、拓銀の主幹事を務めていた山一證券も、拓銀の破綻後まもなく11月24日に自主廃業を決定。翌1998年（平成10年）には拓銀が設立に協力し、大株主でもあった日本長期信用銀行も連鎖倒産している。

### 道内店舗
札幌市中央区大通西3丁目の旧拓銀本店は「北洋大通ビル」と改称し（清算法人の事務局もあった）、1階は「北洋銀行大通支店」と名を変えて営業していたが、拓銀が完全消滅した後の2006年（平成18年）11月に建て替えのため解体が開始された。2010年（平成22年）5月6日に「北洋大通センター（大通ビッセ）」が竣工。併せて至近に所在する本店も、同センター内へ2011年（平成23年）1月11日付で移転した。これに伴い、大通支店が本店営業部に統合され、営業店としての旧拓銀本店が名実ともに消滅することになった。
道内店舗は、北洋銀行店舗と重複する店名は全て旧拓銀店舗が店名変更されたが、統合時の存続店舗については、規模・立地条件、建物の構造や老朽化の度合い等を勘案し決定された。その結果、旧拓銀店舗を存続店とする事例や北洋銀行店舗が継承店であるが、統合時に旧拓銀店舗所在地に移転する事例が多くみられ、北洋銀行店舗に統合されたのは、森中央、深川中央、江差中央、余市中央、中標津中央、豊平中央、東区役所前、北広島団地支店の8店に止まった。
旧拓銀店舗が存続店（北洋銀行店舗を統合）　　
| 札幌駅南口支店   |
| 北七条支店       |
| 北五条通支店     |
| 円山公園支店     |
| 琴似中央支店     |
| 江別中央支店     |
| 千歳中央支店     |
| 函館中央支店     |
| 五稜郭公園支店   |
| 美原支店         |
| 小樽中央支店     |
| 岩内中央支店     |
| 室蘭中央支店     |
| 中島町支店       |
| 苫小牧中央支店   |
| 岩見沢中央支店   |
| 旭川中央支店     |
| 大雪通支店       |
| 永山中央支店     |
| 春光支店         |
| 帯広中央支店     |
| 釧路中央支店     |
| 北見中央支店     |
| 澄川中央支店     |
| 新発寒支店       |
| 新川中央支店     |
| 恵庭中央支店     |
| 真駒内中央支店   |
| 白石中央支店     |
| 月寒中央支店     |
| 西町支店         |
| 北十五条支店     |
| 平岸中央支店     |
| 厚別中央支店     |
| 手稲中央支店     |
| 花川北支店       |
| 藻岩支店         |
| 野幌中央支店     |
| 清田区役所前支店 |

北洋銀行店舗が業務継承店であるが、旧拓銀店舗所在地に移転
| 業務継承店 | 移転先         |
| 本店営業部 | 大通支店       |
| 旭ヶ丘支店 | 北円山出張所   |
| 八雲支店   | 八雲中央支店   |
| 倶知安支店 | 倶知安中央支店 |
| 伊達支店   | 伊達中央支店   |
| 静内支店   | 静内中央支店   |
| 浦河支店   | 浦河中央支店   |
| 栗山支店   | 栗山中央支店   |
| 美唄支店   | 美唄中央支店   |
| 滝川支店   | 滝川中央支店   |
| 砂川支店   | 砂川中央支店   |
| 富良野支店 | 富良野中央支店 |
| 留萌支店   | 留萌中央支店   |
| 名寄支店   | 名寄中央支店   |
| 稚内支店   | 稚内中央支店   |
| 根室支店   | 根室中央支店   |
| 網走支店   | 網走中央支店   |
| 美幌支店   | 美幌中央支店   |
| 遠軽支店   | 遠軽中央支店   |
| 紋別支店   | 紋別中央支店   |

その他、以下のように変化した例もある。
- 深川支店（深川市）→北洋銀行深川中央支店→深川支店に統合後、土地と建物を市に譲渡。建物外観は歴史的建造物として保存され、公共施設とバス待合所を兼ねた「プラザ深川」として利用

### 道外店舗
破綻時に北海道外の資産・預金については、本州の金融機関に営業譲渡することとされていたが、1998年2月17日に中央信託銀行に北海道外の営業権を譲渡することが合意された。中央信託銀行では拓銀の顧客を取り込むことで営業基盤を拡大し、信託業務の展開に活用することや営業譲渡の受け皿となることで公的資金注入を得て、財務基盤を強める思惑があった。破綻時の北海道外の店舗数は63店（支店62、出張所1）。4店が営業譲渡を前に統廃合され、11月16日に59店と店舗外ATM6店と一部要注意債権を含む資産、行員約1200人が継承され、預金保険機構から467億円が贈与された。
中央信託銀行は2000年4月1日に三井信託銀行と合併し、中央三井信託銀行となった。合併後、旧三井信託銀行が経営を主導したため、収益力に劣る旧拓銀店舗のほとんどが統廃合の対象となり、2002年5月7日までに6店、2004年4月9日までに2店に整理された。さらに2012年4月1日には住友信託銀行と合併し、三井住友信託銀行となっている。
営業譲渡店一覧
| 店番 | 拓銀       | 中央信託   | 中央三井信託 | 廃止日                                                                           |
| 201  | 東京営業部 | 東京中央   | 東京中央     | 2003/2/17                                                                        |
| 202  | 丸ノ内     | 丸ノ内     | 丸ノ内       | 2001/2/4                                                                         |
| 203  | 築地       | 築地       | 築地         | 2002/5/7                                                                         |
| 204  | 馬喰町     | 馬喰町     | 馬喰町       | 2001/2/4                                                                         |
| 205  | 虎ノ門     | 東虎ノ門   | 東虎ノ門     | 2002/5/7                                                                         |
| 206  | 神田       | 神田       | 神田         | 2002/5/7                                                                         |
| 207  | 上野       | 上野駅前   | 上野駅前     | 2002/5/7                                                                         |
| 209  | 横浜       | 横浜中央   | 横浜中央     | 2002/5/7                                                                         |
| 210  | 新宿       | 新宿東     | 新宿東       | 2002/5/7                                                                         |
| 211  | 佐倉       | 佐倉       | 佐倉         | 2001/3/12                                                                        |
| 212  | 渋谷       | 渋谷中央   | 渋谷中央     | 2003/2/17                                                                        |
| 213  | 池袋       | 東池袋     | 東池袋       | 2002/5/7                                                                         |
| 215  | 池尻       | 池尻       | 池尻         | 2002/5/7                                                                         |
| 216  | 西小山     | 西小山     | 西小山       | 2002/5/7                                                                         |
| 217  | 西新宿     | 西新宿     | 西新宿       | 2001/6/11                                                                        |
| 218  | 荻窪       | 荻窪       | 荻窪南口     | 2002/5/7                                                                         |
| 219  | 永代橋     | 永代橋     | 深川         | 2002/5/7                                                                         |
| 220  | 赤羽       | 赤羽西     | 赤羽西       | 2002/5/7                                                                         |
| 221  | 千葉       | 千葉駅前   | 千葉駅前     | 2002/5/7                                                                         |
| 222  | 千住       | 千住       | 千住         | 2002/5/7                                                                         |
| 225  | 五反田     | 五反田     | 五反田       | 2002/5/7                                                                         |
| 226  | 中野       | 中野       | 中野北       | 2002/5/7                                                                         |
| 228  | 蒲田       | 西蒲田     | 西蒲田       | 2002/5/7                                                                         |
| 229  | 阿佐谷北   | 阿佐谷北   | 阿佐谷北     | 2002/5/7                                                                         |
| 230  | 世田谷     | 世田谷     | 世田谷       | 2002/5/7                                                                         |
| 231  | 栗橋       | 栗橋       | 栗橋         | 2002/5/7                                                                         |
| 232  | 西永福     | 西永福     | 西永福       | 2002/5/7                                                                         |
| 233  | つつじが丘 | つつじが丘 | つつじが丘   | 2004/2/13                                                                        |
| 234  | 武蔵関     | 武蔵関     | 武蔵関       | 2002/5/7                                                                         |
| 235  | 国分寺     | 国分寺     | 国分寺       | 2004/4/9                                                                         |
| 236  | 新小岩     | 新小岩     | 新小岩       | 2002/5/7                                                                         |
| 237  | 小石川     | 小石川     | 小石川       | 2002/5/7                                                                         |
| 238  | 日野       | 日野       | 日野         | 2002/5/7                                                                         |
| 239  | 石神井     | 石神井     | 石神井       | 現存。ただし店舗は中央三井時代に移転                                             |
| 240  | 武蔵境     | 武蔵境     | 武蔵境       | 2002/5/7                                                                         |
| 241  | 大網       | 大網       | 大網         | 2001/3/26                                                                        |
| 242  | 松戸       | 松戸       | 松戸東       | 2002/5/7                                                                         |
| 244  | 狭山       | 狭山       | 狭山         | 2002/5/7                                                                         |
| 245  | 杉戸       | 杉戸       | 杉戸         | 現存。ただし、2024/11/25、越谷支店（旧住友信託の店舗）内にブランチインブランチ。 |
| 247  | 東村山     | 東村山     | 東村山       | 2002/5/7                                                                         |
| 248  | 鶴間       | 鶴間       | 鶴間         | 2002/5/7                                                                         |
| 249  | 北本       | 北本       | 北本         | 2002/5/7                                                                         |
| 251  | 名古屋     | 栄         | 名古屋中央   | 2002/5/7                                                                         |
| 261  | 大阪       | 御堂筋     | 御堂筋       | 2002/5/7                                                                         |
| 264  | 神戸       | 神戸元町   | 神戸元町     | 2002/5/7                                                                         |
| 265  | 京都       | 烏丸通     | 烏丸通       | 2002/5/7                                                                         |
| 271  | 仙台       | 仙台中央   | 仙台中央     | 2002/5/7                                                                         |
| 272  | 草加新田   | 草加新田   | 草加新田     | 2002/5/7                                                                         |
| 273  | 小作       | 小作       | 小作         | 2002/5/7                                                                         |
| 274  | 高尾       | 高尾       | 高尾         | 2002/5/7                                                                         |
| 275  | 鴨居       | 鴨居       | 鴨居         | 2002/5/7                                                                         |
| 276  | 東川口     | 東川口     | 東川口       | 2002/5/7                                                                         |
| 277  | 市川大野   | 市川大野   | 市川大野     | 2002/5/7                                                                         |
| 278  | 市が尾     | 市が尾     | 市が尾       | 2002/5/7                                                                         |
| 279  | 保谷       | 保谷       | 保谷         | 2002/5/7                                                                         |
| 280  | 座間       | 座間       | 座間         | 2002/5/7                                                                         |
| 281  | 六会       | 六会       | 六会         | 2002/5/7                                                                         |
| 283  | 豊春       | 豊春       | 豊春         | 2001/11/12                                                                       |
| 284  | 生田       | 生田       | 生田         | 2002/5/7                                                                         |

なお渋谷支店のビルは破綻後売却され、2022年現在では東急グループが所有しているが、渋谷たくぎんビルの名称はそのまま残されている。

### システム統合
拓銀救済に際して北洋側は、拓銀システム（ベンダーは日本IBM）へ全面的に移行するという極めて異例の判断を下している。
これは、既存の北洋側システムが旧式で更新時期に差し掛かっていたこと、総資産が5倍もある拓銀の情報量は負荷が高すぎることから、システム担当者が「システム変更に伴う設備導入費用や改修費用を始めオペレーターの再教育にかかる費用等を考慮しても、日本で一番進んでいる拓銀のシステムに乗り換えた方がベター」と全面的に乗り換える案を推奨し、これを経営陣が了承したことに依っている。
金融機関のオンラインシステム、特に中核となる勘定系システムは業務そのものと同義であり、行員の各種事務処理や預金通帳の継続使用可否を左右する。このため、対等合併・吸収合併などの区別にかかわらず「オンラインシステムが存続する銀行＝当面の経営主導権を取る」と解されることが多い。このため、北洋の行員に「旧拓銀に乗っ取られるのでは？」との不安・不快感が広がった。これに対し武井頭取は「コンピュータシステムが旧拓銀の物に変わっても、ウチのやり方はなんら変わらない。融資の審査能力を始め、事務システムはウチの方が遥かに優れている。何も恐れることは無い」と説明し、移行を実行した。
後に、システム統合の困難さ、業務継続におけるリスクを考える上で、この決断はまさに英断であったとビジネス書籍などで賞賛されている。

### 元行員の再就職
道内に勤務していた行員は3,357名いたが、2,000人規模の北洋銀行が自らを上回る大量の人員を雇用できるはずもなく、北洋銀行に移ったのは1,903人に留まる。同じく道外勤務者約1,200名は中央信託銀行に、整理回収機構も約350名を引き受けた。システム技術者114名については、1987年（昭和62年）6月から日本アイ・ビー・エムが出資していた拓銀関連会社システムフロンティア（207名）に1998年（平成10年）4月たくぎんコンピューター（277名）を統合し、日本アイビーエム・ソリューション・サービス（システム・フロンティアが存続会社）となった際に採用された。
一方、自主的に退職した行員も1,200名おり、うち金融機関に再就職した者が約100名、道庁や市町村役所、北海道警察が募集していた金融・財務捜査官などの公的機関に再就職した者が約50名、他は一般民間企業に再就職したり、脱サラ、家業を継ぐなどした。

### 道内企業への影響
拓銀破綻は拓銀をメインバンクとしていた多くの道内企業を連鎖破綻に追い込むなど、北海道経済全体の信用収縮が加速し大きな打撃をもたらした。これは今日まで続く深刻な北海道経済不振の一因となっており、一連の経済への影響は「拓銀ショック」とも呼ばれている。
この背景には、道内企業関係者の間で大勢を占めていた「都市銀行は破綻しない」という楽観論に基づく見通しの甘さが、大きな要因となっている。また、北海道新聞を筆頭とした地元メディアの大部分が、拓銀を主要スポンサーとしていた関係上、同行の経営実態を伝えることを極力避ける傾向にあったことも、破綻後の道内経済や社会の混乱にさらに拍車をかける結果となったという指摘もある。
拓銀破綻後、道内の特に地方都市で、巨額な設備投資や長期資金の貸付を行う銀行がなくなったことで、道内の多くの企業における中長期の設備投資の伸びを鈍化させ、地方都市の衰退を促し、北海道経済発展の足を引っ張る結果となった。

#### 一般企業(たくぎん経営破綻により影響を受けた企業)
- そうご電器 - 道内大手の家電量販店だったが拓銀破綻の年をピークに売り上げが低迷。2001年に破綻した。
- ニトリ（ニトリホールディングス） - 拓銀をメインバンクにしており、保証会社を拓銀とする転換社債の形で、スイス銀行より約50億円の融資を受けていた。保証会社の拓銀の経営破綻に続き、拓銀の主幹事でもあり、共同保証会社だった山一證券も同時期に倒産したことからスイス銀行より残債を一括請求され、住友信託銀行（現三井住友信託銀行）から高金利で追加借入をせざるを得なくなった経験から、以後は銀行の融資を前提にしない「無借金経営」を貫くこととなる。しかし、創業者で社長の似鳥昭雄や経営陣の尽力もあって軌道に乗り、現在も経営を続けている。
- 井原水産 - 北海道留萌市に本社を構える数の子の生産大手。カナダでの事業拡大を考えており、拓銀へ融資の依頼をしたところ、断られていた。その後、同じ道内に本店を構える第二地銀の北洋銀行に融資を依頼し、成立。その数か月後に拓銀は破綻した。
- ナシオ - もとは北見市に本社を置いていたが、拓銀破綻の影響もあって北見から撤退し、札幌に本社を移転した。
- 角幡商店 - 芦別市に本社を置いていた老舗スーパー。拓銀破綻の影響で道北ラルズ（現・道北アークス）に身売りした。
- そごう - 興銀や長銀、三和（当時、みどり会メンバー企業）らに次ぐ大口融資元であったが、長銀破綻による瑕疵担保条項の影響から金融支援に行き詰まり、2000年に民事再生法を申請し経営破綻。札幌エスタ内に「札幌そごう」を擁していたが、不採算店として閉店し、2001年にはビックカメラが入居し、その後もユニクロやニトリ等が開店していった。
- ハドソン - 札幌市豊平区平岸に本社を置いていたゲームメーカー。拓銀がメインバンクであったが、拓銀破綻後経営が悪化。コナミ（後のコナミホールディングス）子会社となって、本社を東京に移す。2012年、コナミデジタルエンタテインメントに吸収合併されて消滅。

このほか土屋ホーム、地崎工業、伊藤組土建、三愛石油、北海道放送、北海道リース（現ジャックス翼下）、北海道テレビ、札幌テレビおよび三井観光開発（いずれも元萩原グループ関連）、東芝ホクト電子（東芝子会社）、合同酒精（旧）、札幌通運（旧）、ラルズ（旧）などが主要な融資関係先と言われた。

#### 金融機関

##### 信用組合
- 北央信用組合 - 拓銀破綻から2年後の1999年（平成11年）12月、専和信用組合（札幌市）が、同年11月に経営破綻した千歳信用組合（千歳市）と共同信用組合（札幌市）を救済合併して発足した。記者会見では「拓銀破綻につきる」と発表している。

拓銀の破綻後、道内では先述の2信組を含む信用組合の経営破綻が相次いだ。いずれも拓銀破綻後の信用収縮にともなう貸し付け先企業の債務超過化によって、不良債権を爆発的にふくらませた結果、破綻にいたった点が共通している。
- 2000年（平成12年）12月 - 道央信用組合（滝川市[注釈 3]）
- 2001年（平成13年）6月 - 旭川商工信用組合（旭川市[注釈 4]）
- 2001年（平成13年）7月 - 小樽商工信用組合（小樽市[注釈 5]）
- 2001年（平成13年）11月 - 網走信用組合（網走市[注釈 6]）

##### 信用金庫
拓銀の破綻後、道内の信用金庫が破綻に至ったケースはない。
ただ、2005年（平成17年）までに北海信用金庫（余市町）が、道内の5つの信金を合併したほか、道東では根室信用金庫・厚岸信用金庫が合併し大地みらい信用金庫が発足した。
北海道経済の急速な悪化は、道内の金融機関のいずれもが国債購入によって資金運用するという預貸率低下の要因になっている。預貸率の低下は金融機関の審査能力の低下につながった。単に資本回転率と売上の伸び、税の滞納がないことをもって融資するという姿勢が詐欺まがいの融資先に融資し不良債権拡大の要因となっている。

### 責任追及
その後の捜査で、当時の拓銀歴代頭取2名及び融資先の元社長1名の計3名が商法上の特別背任で逮捕・起訴された。これに対して、2003年（平成15年）2月27日、札幌地方裁判所（小池勝雅裁判長）は全員を無罪とする一審判決を言い渡した。しかし、控訴審となる札幌高等裁判所（長島孝太郎裁判長）は、2006年（平成18年）8月31日、全員に対して破棄自判の実刑判決を言い渡した。最高裁判所第三小法廷（那須弘平裁判長）は、2009年（平成21年）11月9日、被告人側の上告を棄却、2審判決が確定した。懲役2年6か月となった74歳の河谷禎昌元頭取は収監を受け入れる意向で、執行停止の請求は行わず、2009年（平成21年）12月7日札幌刑務所に収監された。同22日、懲役1年6か月となった69歳の融資先の元社長1名が札幌刑務所に収監された。一方、札幌市内の病院に入院中の懲役2年6カ月となった84歳の山内宏元頭取は、検察に執行停止を求め、同25日、健康状態及び高齢を理由に執行停止が決定され、ほっとした様子を見せたが、その僅か4日後の11月29日に死去した。
整理回収機構 (RCC) は、拓銀旧経営陣に対して、当時の経営責任を追及すべく損害賠償を請求する訴訟を5件起こした。2006年（平成18年）3月2日、二審・札幌高等裁判所は一部経営陣の責任を退け、3件につき約41億円の賠償を命じる判決を下した（ただし5件中4件での経営責任を認定）。原告・被告双方が上告した最高裁判所（中川了滋裁判長）は、2008年（平成20年）1月28日、そのRCCが不正融資と主張した全額を「破綻時期を数か月遅らせるに過ぎず、担保評価も実態と掛け離れ著しく不合理な判断だった」と指摘し、RCCの請求する全額計60億円の支払いを命じる判決を下した。この結果、RCCが求めていた山内宏元頭取ら元役員13名に対する損害賠償請求5件はすべて確定し、賠償請求額は合計約101億円となった。

## 歴代頭取

### 戦前
| 代 | 氏名       | 在任期間                       | 出身地       | 出身校           | 前職・備考など                                               |
| -- | ---------- | ------------------------------ | ------------ | ---------------- | ------------------------------------------------------------ |
| 1  | 曾根静夫   | 1900年2月16日 - 1903年5月31日  | 千葉県鋸南町 |                  | 大蔵省国債局長 台湾総督府民政局長 山形県知事                 |
| 2  | 美濃部俊吉 | 1903年7月30日 - 1916年11月2日  | 兵庫県高砂町 | 帝国大学法科大学 | 大蔵省理財局書記官 朝鮮銀行総裁 法学博士美濃部達吉の兄       |
| 3  | 水越理庸   | 1916年11月24日 - 1924年8月22日 | 愛知県       | 明治大学中退     | 大蔵省官僚 朝鮮銀行理事                                      |
| 4  | 加藤敬三郎 | 1924年9月16日 - 1927年12月8日  | 愛知県       | 日本法律学校     | 逓信省九州逓信局長 朝鮮銀行総裁                              |
| 5  | 松本脩     | 1928年1月13日 - 1936年2月15日  | 奈良県       | 帝国大学法科大学 | 大蔵省銀行局長                                               |
| 6  | 岡田信     | 1936年2月17日 - 1941年1月5日   | 滋賀県守山市 | 帝国大学法科大学 | 大蔵省銀行局特別銀行課長 台湾総督府財務局長 満州興業銀行総裁 |
| 7  | 永田昌綽   | 1941年1月5日 - 1947年4月9日    |              |                  | 初の北海道拓殖銀行出身頭取 北海道曹達社長                    |

### 戦後
特記なき場合『日本官僚制総合事典 : 1868-2000』による。
- 広瀬経一：1947年4月 - 1962年3月
- 東条猛猪：1962年3月 - 1977年10月
- 五味彰：1977年10月 - 1983年4月
- 鈴木茂：1983年4月 - 1989年4月
- 山内宏：1989年4月 - 1994年6月
- 河谷禎昌：1994年6月 - 1997年11月（破綻）

## スポーツ事業
野球・スキー・バレーボール・卓球部と複数のチームが活動していた。

### 社会人野球
チーム名・たくぎんで社会人野球チームを擁していた。都市対抗野球大会（都市対抗）に20回、社会人野球日本選手権大会（日本選手権）に10回の出場実績を持つ。中でも、1976年（昭和51年）の第47回都市対抗では準優勝、1978年（昭和53年）の第5回日本選手権では優勝という成績を残しており、社会人野球北海道5強の1つに数えられた。
1996年（平成8年）の都市対抗野球を最後に「休部」することを発表。同大会の北海道予選でたくぎん野球部は予選敗退して本大会出場はならず、活動を休止。翌1997年（平成9年）11月に拓銀本体が経営破綻した。営業譲渡先の北洋銀行・中央三井信託銀行のいずれにも社会人野球チームは存在せず、野球部復部の可能性は絶たれた。

### スキージャンプ
北海道という土地柄にふさわしく、社会人野球と同じく「たくぎん」チームとしてスキージャンプ選手団がいた。
在籍選手は#在職した著名人を参照。

## 在職した著名人
- 守分十 - 中国銀行頭取。同行の“中興の祖”とされる。
- 内田正練 - 水練師範、日本初のオリンピック競泳選手。
- 小林多喜二 - 小説家。
- 岡部孝信[11] - 1998年長野オリンピックスキージャンプ金メダリスト
- 金野昭次[11] - 1972年札幌オリンピックスキージャンプ70m級・銀メダリスト。「日の丸飛行隊」のうちの一人。
- 八木弘和[11] - 1980年レークプラシッドオリンピックスキージャンプ70m級・銀メダリスト
- 佐藤真一 - 元プロ野球選手（外野手）。ヤクルトスワローズ、現東京ヤクルトスワローズ2軍コーチ。
- 吉田修司 - 元プロ野球選手（投手）。読売ジャイアンツ、福岡ダイエーホークス→福岡ソフトバンクホークス）、オリックス。現野球解説者。
- 島田俊平 - 元帯広支店長。北洋銀行常務取締役を経て、石屋製菓、サザエ食品社長を歴任。
- 中松義治 - 元小樽支店長。北洋銀行小樽中央支店長、小樽市長を歴任。
- 石井純二 - 北洋銀行頭取、第二地方銀行協会会長を歴任。
- 高木宏壽 - 衆議院議員。

## 備考
- ロゴマークは福田繁雄がデザインを担当し[13]、創立以来の五芒星の中央に「拓」の略字を入れたデザインに代えて1970年に創立70周年を記念し発表され[14]、星をテーマとして頂点を上方に引き上げ方向性を持った矢のような形として円に収め樹木の形や向上への意思をイメージしたものとしており[15]、「北海道拓殖銀行百年物語」には「北斗七星が上昇するイメージと、大地にねざした大樹をモチーフに表現しました」とあり、北斗七星と大地に根づく大樹のイメージを掛け合わせたものとなっていた。また、赤の背景に白いひらがなで「たくぎん」と書かれたロゴも使用していた。
- 北海道神宮の境内末社として、拓銀に永年勤務功労のあった物故役職員を祀った「穂多木神社」がある。名称は「ほっかいどうたくしょくぎんこう」の頭文字に当て字をしたもの。1938年に拓銀本店内に建立され、1950年に現在地に遷座した。